# Kalligramma
Kalligramma is een uitgestorven geslacht van netvleugeligen, behorende tot de familie der Kalligrammatidae. Tien soorten behoren tot het geslacht.

## Soorten
- K. albifasciatum
- K. brachyrhyncha
- K. circularia
- K. elegans
- K. flexuosum
- K. haeckeli
- K. jurarchegonium
- K. liaoningense
- K. multinerve
- K. paradoxum
- K. roycrowsoni
- K. sharovi